# Electridae
Famille
Les Electridae  sont une famille d'ectoproctes de l'ordre Cheilostomatida.

## Liste des genres
Selon World Register of Marine Species (21 mars 2016) :
- genre Arbocuspis Nikulina, 2010
- genre Arbopercula Nikulina, 2010
- genre Aspidelectra Levinsen, 1909
- genre Bathypora MacGillivray, 1885
- genre Charixa Lang, 1915
- genre Conopeum Gray, 1848
- genre Einhornia Nikulina, 2007
- genre Electra Lamouroux, 1816
- genre Gontarella Grischenko, Taylor & Mawatari, 2002
- genre Harpecia Gordon, 1982
- genre Lapidosella Gontar, 2010
- genre Mychoplectra Gordon & Parker, 1991
- genre Osburnea Nikulina, 2010
- genre Pyripora d'Orbigny, 1849
- genre Tarsocryptus Tilbrook, 2011
- genre Villicharixa Gordon, 1989